# Макино Ајланд (Мичиген)
Макино Ајланд (Мичиген) (енгл. Mackinac Island) град је у америчкој савезној држави Мичиген. По попису становништва из 2010. у њему је живело 492 становника.

## Демографија
Према попису становништва из 2010. у граду је живело 492 становника, што је 31 (5,9%) становника мање него 2000. године.
| Група             | 2000.       | 2010.       |
| Белци             | 394 (75,3%) | 358 (72,8%) |
| Афроамериканци    | 0 (0,0%)    | 6 (1,2%)    |
| Азијати           | 2 (0,4%)    | 3 (0,6%)    |
| Хиспаноамериканци | 3 (0,6%)    | 11 (2,2%)   |
| Укупно            | 523         | 492         |